# Estação Teen
Estação Teen foi um programa de televisão brasileiro produzido pela Rede TV! e exibido de 16 de abril a 14 de dezembro de 2012, substituindo o TV Kids no horário exibido. Sob o comando da banda Restart, o game show promovia uma disputa entre grupos de 32 escolas pelo Brasil.

## História
O programa ficou em criação por um ano. Desde sua estreia, o filho de Emílio Surita, Dudu Surita, comandou a atração. Em 23 de maio de 2012, a RedeTV! decidiu trocar o apresentador pela banda Restart. Na primeira exibição do programa com a banda Restart no comando, os índices no Ibope chegaram a média de 1,0 ponto. A partir de 21 de agosto, o programa mudou de horário para às 10h30 por causa dos ajustes na programação da emissora devido ao horário político. Saiu do ar definitivamente em 14 de dezembro devido aos baixos índices de audiência e acabou sendo substituído pelo TV Kids.

## Equipe
Assistentes de palco
- Gabi Murback
- Giovana Previero
- Nicollie Conovalos
- Tatá Estaniecki